# Vladimir Miholjević
Vladimir Miholjević (nascido em 18 de janeiro de 1974) é um ciclista profissional olímpico croata. Representou sua nação nos Jogos Olímpicos de Verão de 2008, na prova de corrida individual em estrada.